# Гудевичево
Гудевичево (укр. Гудевичеве) — село, относится к Ивановскому району Одесской области Украины.
Население по переписи 2001 года составляло 517 человек. Почтовый индекс — 67223. Телефонный код — 4854. Занимает площадь 3,925 км². Код КОАТУУ — 5121881403.

## Местный совет
67221, Одесская обл., Ивановский р-н, с. Калиновка, ул. 30-летия Победы, 8.